# Fernando Denis

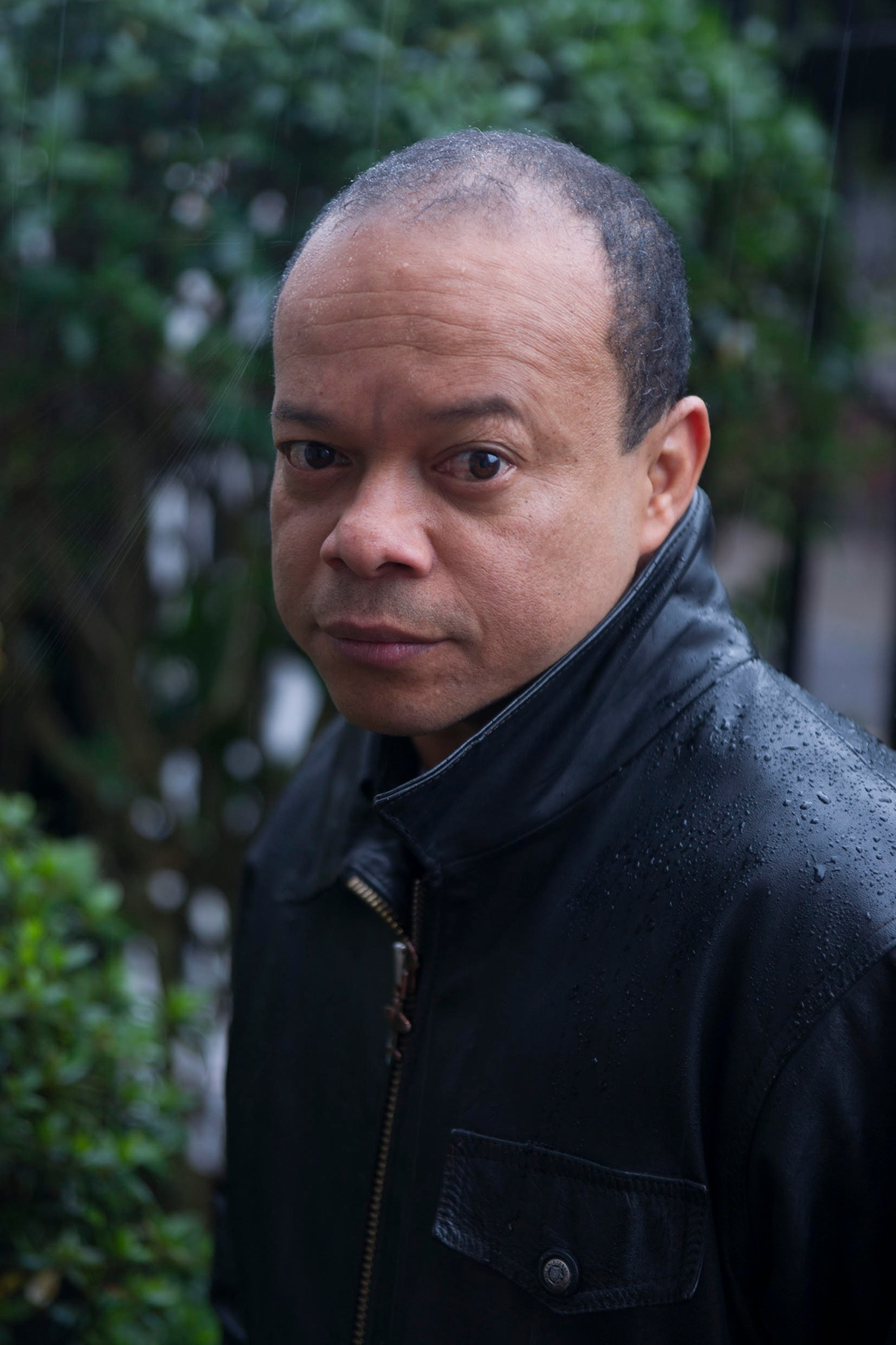

Fernando Denis (Ciénaga, Magdalena, Colombia, 1968) es un escritor colombiano. 
Ha escrito La criatura invisible en los crepúsculos de William Turner (1997), considerado uno de los mejores libros publicados en Colombia durante el siglo XX, Ven a estas arenas amarillas (2004) y El vino rojo de las sílabas (2007). Su poesía ha comenzado a despertar interés dentro y  fuera de su país, y su último libro, La geometría del agua, publicado por Grupo Editorial Norma,  presentado en la Feria del Libro de Buenos Aires, y en  Maguncia, Museo de papel, grabado y estampa de Argentina. También ha publicado LOS MOSAICOS DE BABILONIA y LOS CINCO SENTOIDOS DEL VIENTO, recientemente presentados en México. Se está traduciendo al inglés, al francés, al alemán y al ruso. Contemporáneos como William Ospina (Premio Rómulo Gallegos 2008), Juan Gustavo Cobo-Borda y José Ramón Ripoll, José Luis Rivas, Luis Antonio de Villena y Marcos-Ricardo Barnatán  coinciden en señalar que Fernando Denis es una de las voces actuales más originales en la poesía de América Latina.  Se preocupa también por el paisaje exterior, como el que contienen las tonalidades de la naturaleza. Algunos de sus poemas se inspiran en las pinturas crepúsculares de William Turner. La cadencia y la sonoridad de sus poemas recrean imágenes, músicas y conceptos decimonónicos como el prerrafaelismo, corriente artística de la era victoriana que el autor declara seguir; en algunos versos como el de los monólogos de sus personajes femeninos, las voces tienen mucha fuerza íntima. La embajada de Colombia en Delhi y la academia de letras de la India, Sahitia Akademy, editaron sus poemas en inglés y lo condecoraron como el mejor poeta vivo de su país y una voz literaria sobresaliente de las letras contemporáneas.
- Datos: Q5444678